# 舞阳街道
舞阳街道是中华人民共和国浙江省湖州市德清县下辖的一个街道办事处。
2016年1月8日，浙江省人民政府批复撤销武康镇、三合乡建制，其行政区域改由德清县政府直辖。
2016年1月13日，湖州市人民政府批复同意增设舞阳街道，区域面积96平方公里，四至范围：东接下渚湖街道，南邻杭州市余杭区瓶窑镇，西连武康街道，北靠武康街道。管辖舞阳、塔山、上柏3个社区，宋村、塔山、上柏、山民、城山、双燕、长春、龙凤、下柏、太平、灯塔11个行政村，户籍人口3.4万人，常住人口5.5万人。街道办事处驻游子街1号（暂驻塔山街原林业局大楼）。

## 行政区划
舞阳街道下辖以下村级行政区划单位：
舞阳社区、塔山社区、上柏社区、宋村、塔山村、上柏村、双燕村、长春村、龙凤村、下柏村、山民村、城山村、太平村和灯塔村。